# Arturo Elías Ayub
Arturo Elías Ayub (Ciudad de México, 27 de abril de 1966) es un empresario mexicano que actualmente se desempeña como director de Alianzas Estratégicas y Contenidos de América Móvil, director general de la Fundación TELMEX Telcel, director de Uno TV y de Claro Sports.

## Biografía
Arturo Elías Ayub nació en México, el 27 de abril de 1966, hermano menor de Alfredo Elías Ayub. Se graduó en la licenciatura en Administración de Empresas en la Universidad Anáhuac y posteriormente estudió un posgrado de Alta Dirección de Empresas en el IPADE.
Contrajo nupcias con Johanna Slim Domit, hija del empresario mexicano Carlos Slim Helú, con la cual tiene tres hijos.

## Actividad profesional
Arturo Elías Ayub es licenciado en administración, ingresó a Telmex en el año de 1996 como asesor de la Dirección General y en 2001 asumió el cargo de presidente del patronato del Club Universidad Nacional, conocidos comúnmente como los "Pumas" en México. Durante su gestión en el club logró obtener un bicampeonato, en el torneo clausura 2004 y apertura 2004. Para el año 2005 decidió no reelegirse en el patronato.
Casi 9 años después volvería como directivo de fútbol pero ahora está vez lo haría con el Club León, gracias a qué Grupo Carso decide comprar el 30% del club Propiedad de Grupo Pachuca, está vez el empresario/directivo sería nombrado directivo del León con el cual volvería a ganar un bicampeonato solo que en esta ocasión lo haría con el León. 
Actualmente es miembro del consejo de administración de Grupo Carso, Grupo Financiero Inbursa, América Móvil y Telmex, director general de Fundación TELMEX Telcel y presidente del Instituto Telmex del Deporte. Es director de Alianzas Estratégicas y Contenidos de América Móvil, director general de Uno TV y director general del canal Claro Sports, con presencia en 17 países de América Latina, y de Marca Claro.
Arturo participó en el panel de empresarios del programa Shark Tank México un proyecto coproducido por Sony Pictures Television, SPT Networks y Claro Video desde su comienzo. Como miembro del elenco original ha compartió pantalla con empresarios mexicanos como Rodrigo Herrera Aspra, Carlos Bremer, Marcus Dantus, Ana Victoria García, Jorge Vergara y Braulio Arsuaga.

## Actividad docente
Se incorporó a la plantilla académica del Instituto Tecnológico y de Estudios Superiores de Monterrey.

## Directivo del Fútbol

### Club Universidad Nacional
En el año del 2001 fue presentado como presidente del Patronato del Club Universidad Nacional, conocidos como los Pumas de la Universidad Nacional Autónoma de México, durante su gestión como presidente directivo del club ganó un bicampeonato en los torneos Clausura 2004 y Apertura 2004, ganó también el trofeo de Campeón de Campeones en el mismo año así como también el trofeo del torneo amistoso Santiago Bernabéu en donde su equipo le ganó 1 a 0 al Real Madrid. 
En el año 2005 decidido no reelegirse como presidente del Patronato del Club.

### Club León
En agosto del 2012, y luego de que el Club León volviera al máximo circuito, Grupo Carso, encabezado por Carlos Slim, suegro de Elías Ayub, compró a Grupo Pachuca el 30 por ciento de las acciones del León y nombró a Arturo directivo y representante del club ante la asamblea de dueños.
En diciembre del 2013 Arturo Elías Ayub y el León, dirigido entonces por Gustavo Matosas, ganaron el Campeonato del Torneo Apertura 2013, imponiéndose al América en la cancha del Estadio Azteca. Seis meses después repitieron la hazaña levantando el título del Clausura 2014 en Pachuca.
Con casi 10 años de diferencia y con dos clubes, el directivo consiguió ganar dos bicampeonatos, algo que no han podido hacer equipos como Toluca, y Tigres que son los que más títulos han conseguido desde que se instauraron los torneos cortos en el futbol mexicano.

## Palmarés obtenidos como directivo del Fútbol

### Títulos nacionales
| Título               | Club                 | Sede   | Año           |
| -------------------- | -------------------- | ------ | ------------- |
| Primera División     | Universidad Nacional | México | Clausura 2004 |
| Primera División     | Universidad Nacional | México | Apertura 2004 |
| Campeón de Campeones | Universidad Nacional | México | 2004          |
| Primera División     | Club León            | México | Apertura 2013 |
| Primera División     | Club León            | México | Clausura 2014 |

### Títulos amistosos
| Título                   | Club                 | Sede   | Año  |
| ------------------------ | -------------------- | ------ | ---- |
| Trofeo Santiago Bernabéu | Universidad Nacional | España | 2004 |

## Libros
Ha escrito dos libros,  El negociador: Consejos para triunfar en la vida y en los negocios, el cual publicó a finales del año 2020 y El emprendedor: 10 pasos para empezar o potenciar tu negocio, publicado a finales de 2023.